# Cuisine du Shaanxi

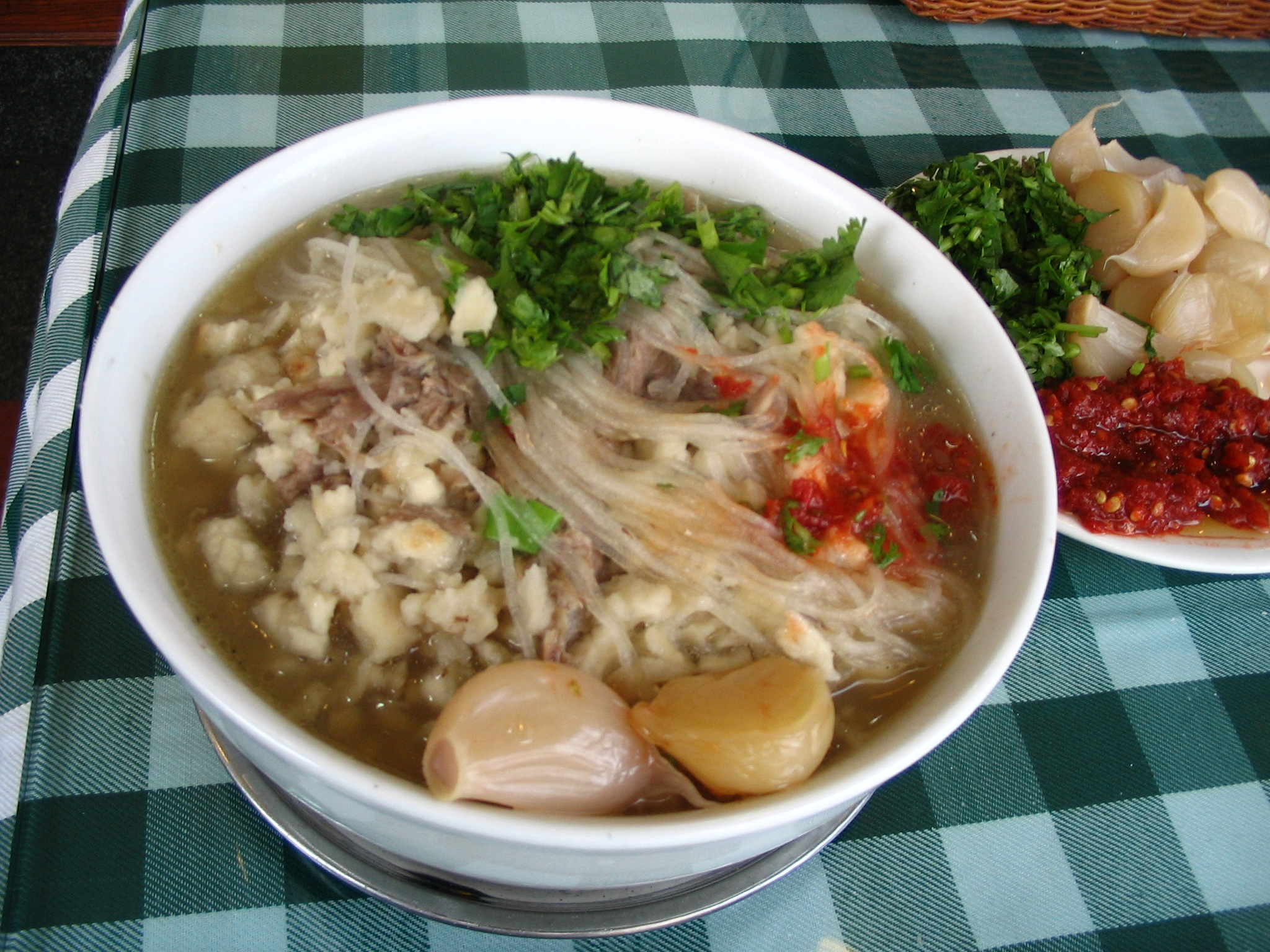
Pain à la soupe d'agneau.

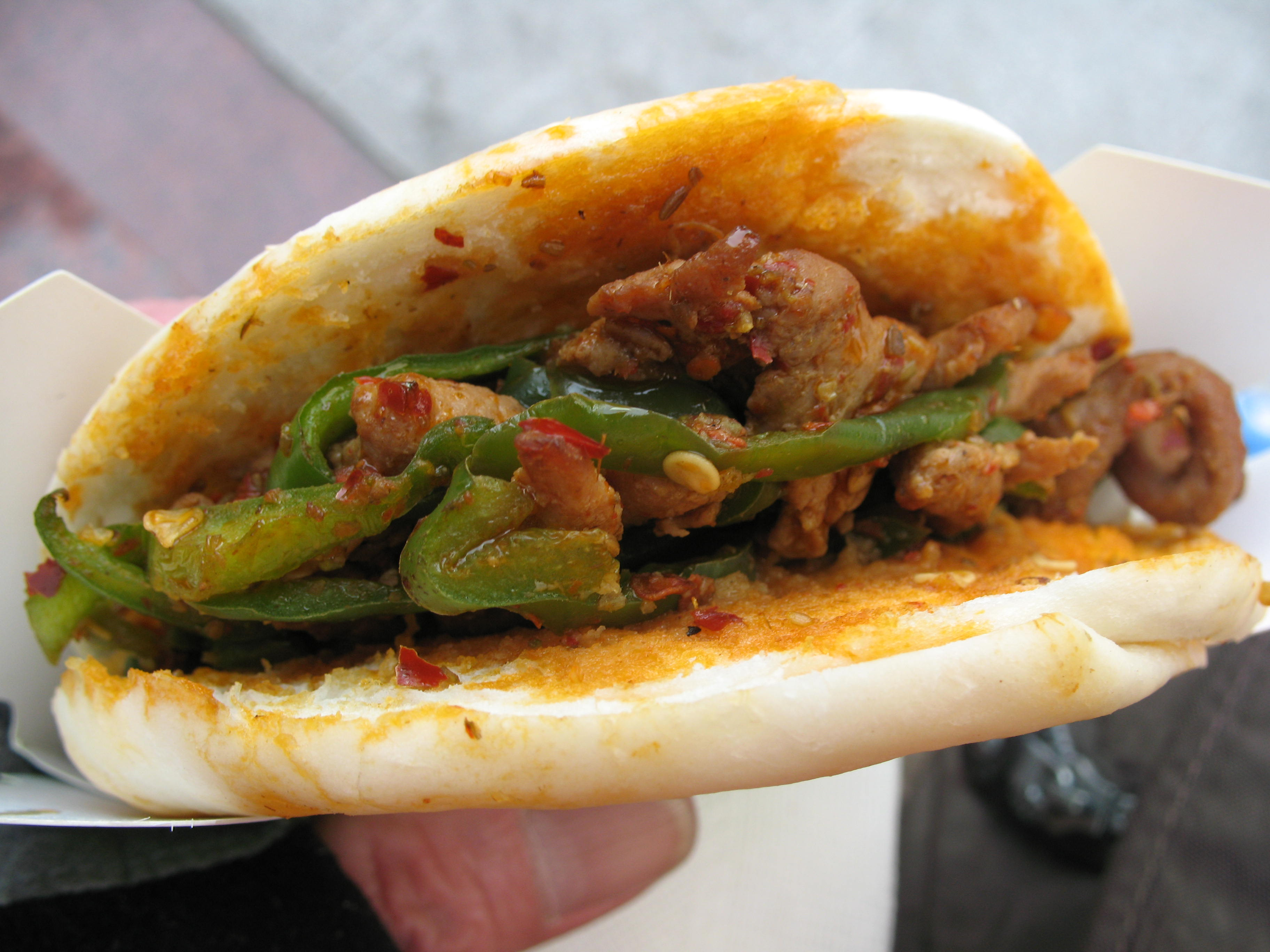
Pain à la viande.

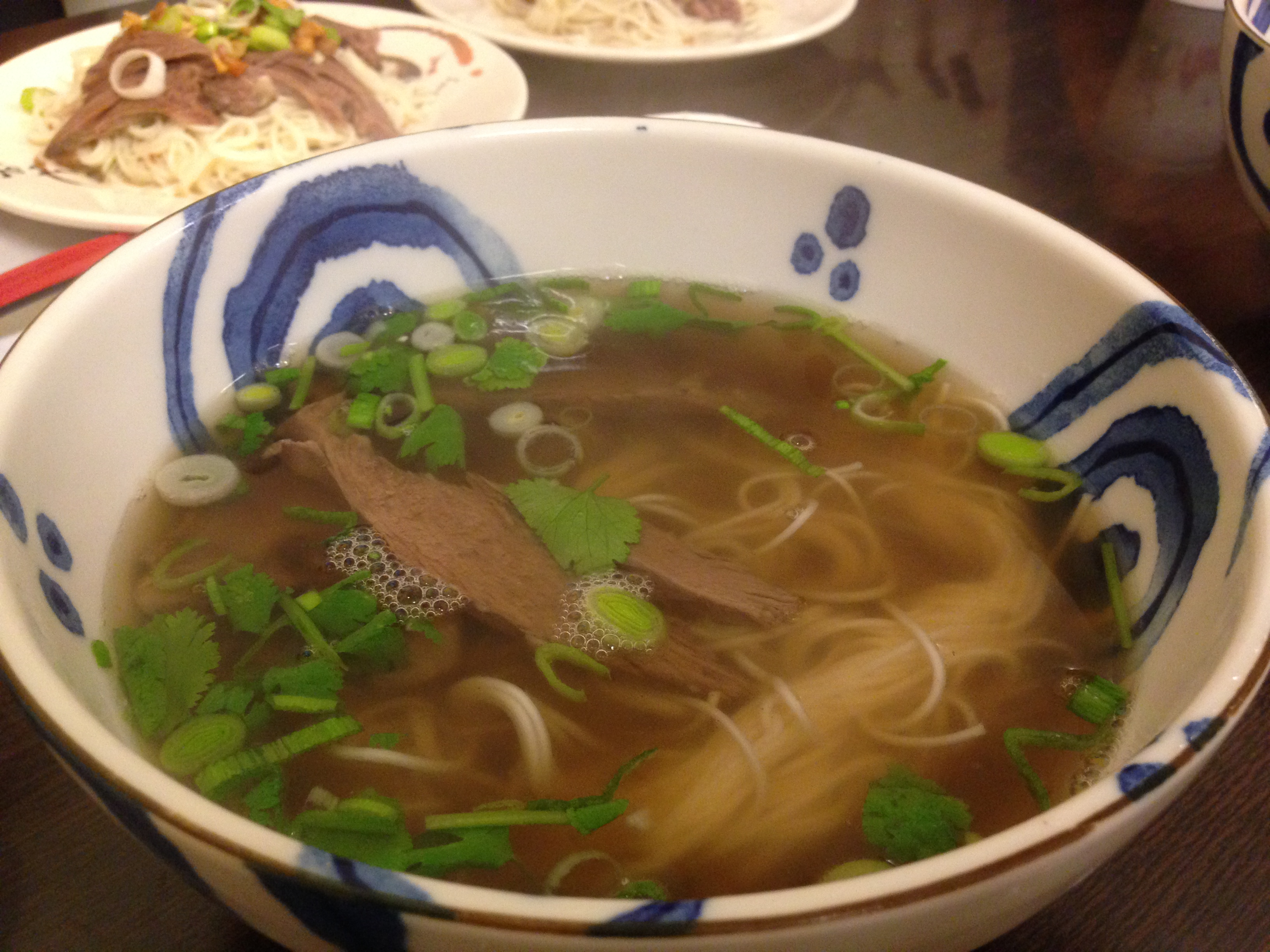
Marmite d'agneau.

La cuisine du Shaanxi, appelée shancai en Chine (chinois : 陕菜 ; pinyin : shǎncài), est la cuisine originaire de la province du Shaanxi (陕西省, shǎnxī shěng), dont la capitale est Xi'an.
Parmi les plats les plus célèbres de la province, notamment renommée pour ses petits pains ronds et plats fourrés à la viande, on peut noter :

## Plats représentatifs
- Festin de raviolis (饺子宴, jiǎozǐ yàn).
- Nouilles biáng biáng (面 / 麵, biángbiáng miàn, Wade : biang²biang² mian⁴).
- Nouilles coupées au couteau daoxiao mian (刀削面 / 刀削麵, dāoxiāomiàn).
- Nouilles à la soupe aigre (浆水面 / 漿水面, jiāng shuǐ miàn).
- Nouilles banmianpi froides (凉拌面皮, liáng bànmiàn pí).
- Nouilles à la saumure (臊子面, sàozi miàn).
- Nouille de sarrasin (荞麦饸饹, qiáomài hégē).
- Nouille à l'huile (油泼面, yóu pō miàn).
- Soupe piquante au poivre (胡辣汤, húlà tāng).
- Soupe de pâtes aux légumes (麻什, má shén).
- Marmite d'agneau (水盆羊肉, shuǐpén yángròu).
- Paomo d'agneau (羊肉泡馍, yángròu pàomo) .
- Paomo de calebasse (葫芦头泡馍, húlutóu pàomó).
- Pain à la viande (肉夹馍, ròu jiā mó).
- Pain pierre (石子馍, shízǐ mó).
- Galette de kaki (柿子饼, shìzi bǐng).
- Tour d'huile et de fil d'or (金线油塔, jīnxiàn yóu tǎ).
- Épinards vinaigrés avec des cacahuètes (老陕菜, lǎo shǎn cài).

## Desserts

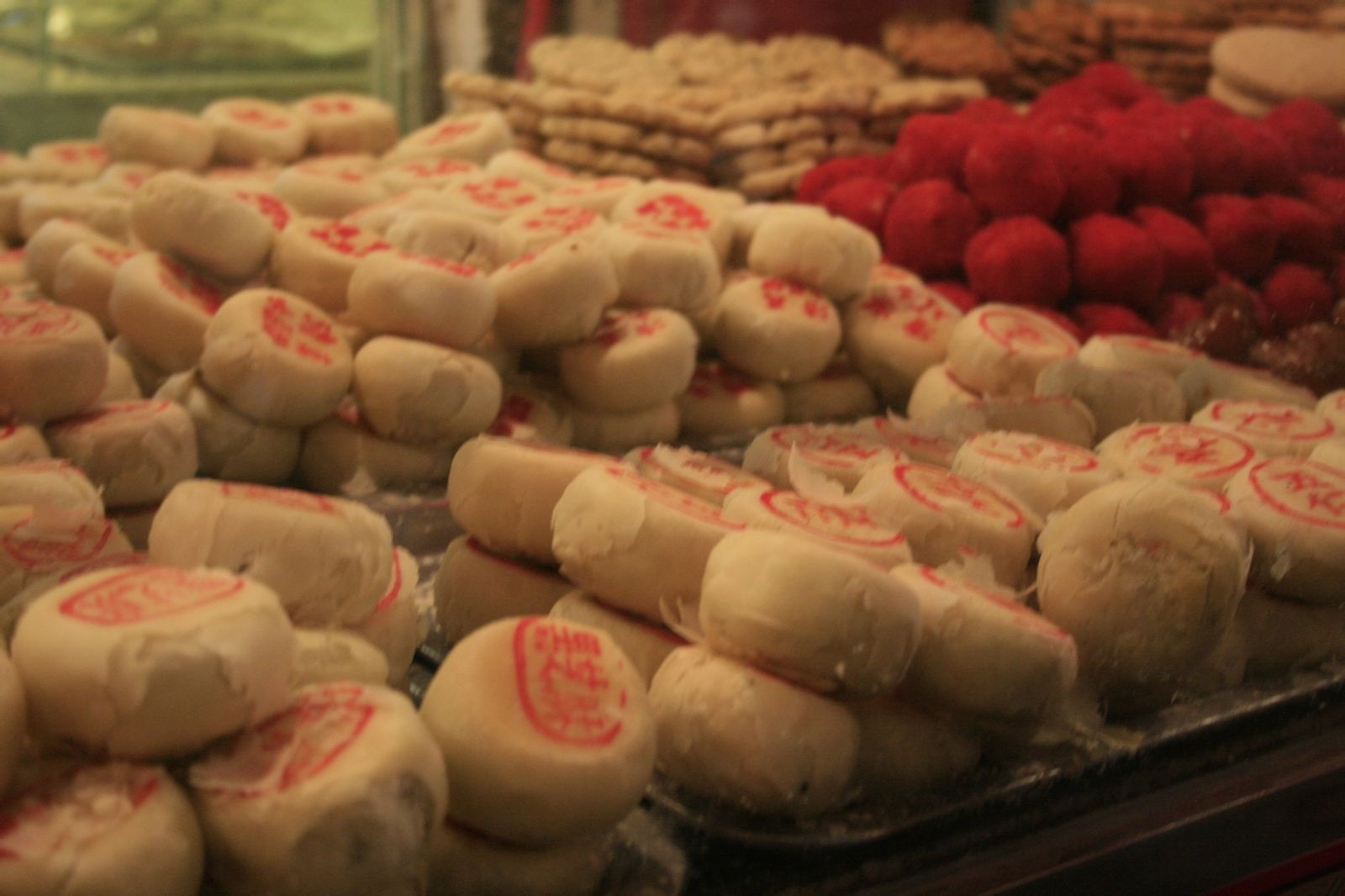
Un stand de gâteaux de cristal.

- « Gâteau miroir » parfumé à l'osmanthus (桂花镜糕, guìhuā jìng gāo).
- Zongzi froid au miel (蜂蜜凉粽, fēngmì liáng zòng).
- Gâteau cristal (水晶饼, shuǐjīng bǐng).
- Gâteau barbe du dragon (龙须酥, lóng xū sū).

## Alcools
- Alcool Huangguichou (黄桂稠酒, huáng guì chóu jiǔ), à base de fleurs d'osmanthus mélangées à du sucre[1].
- Alcool Xifeng (西凤酒, xīfèngjiǔ).

## Galerie

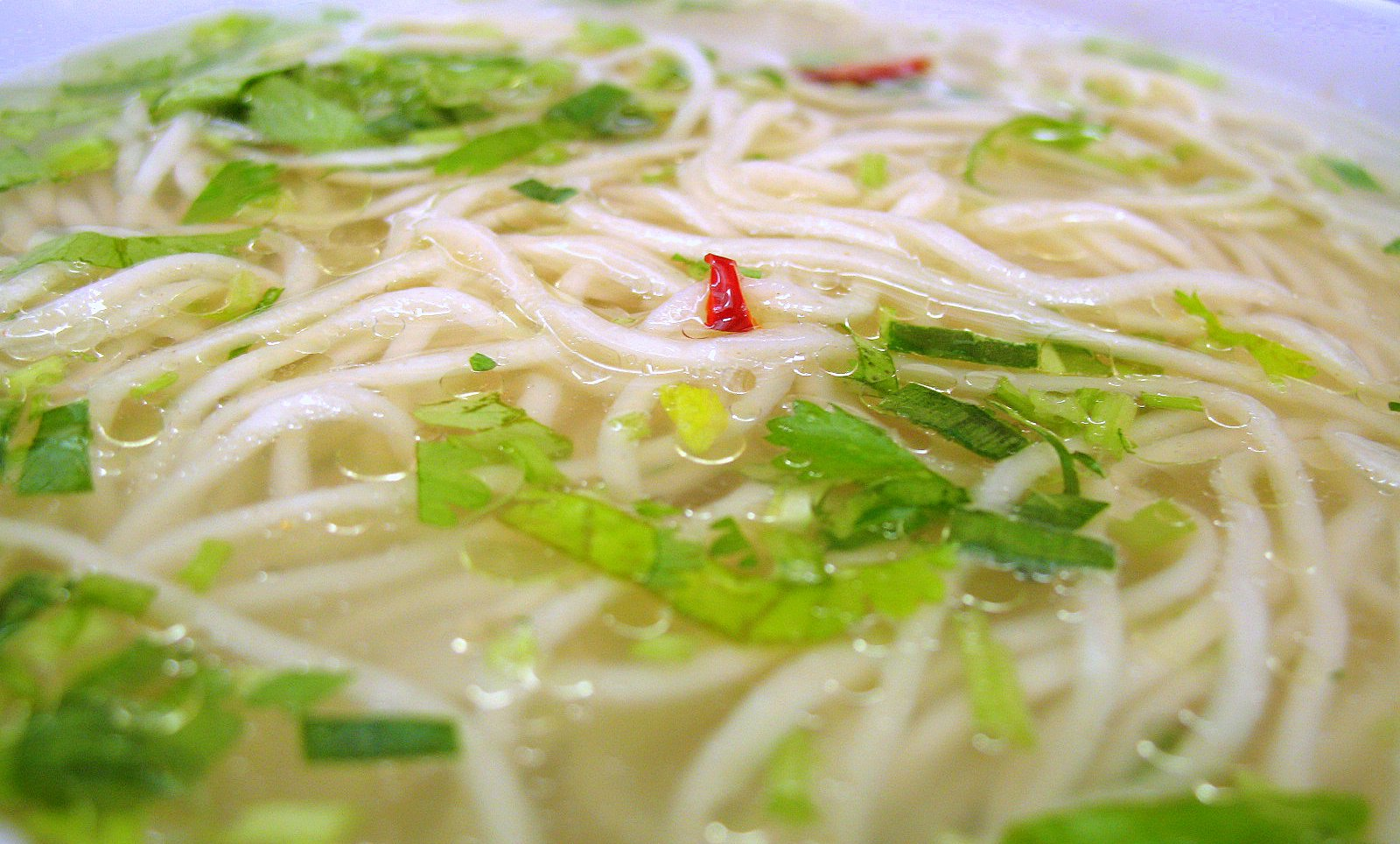
Nouilles à la soupe aigre (浆水面 / 漿水面, jiāng shuǐ miàn).
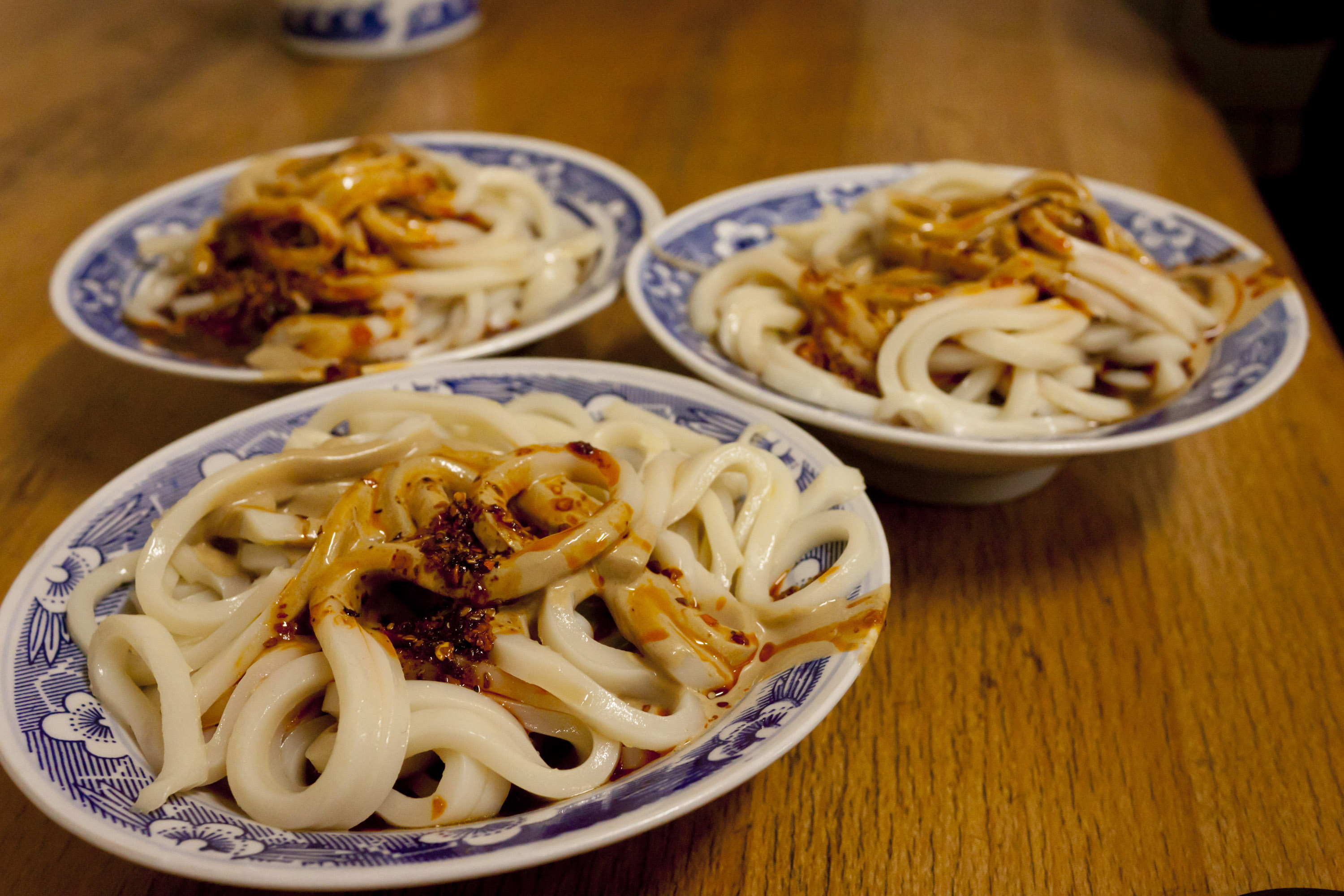
Nouilles liangpi (凉皮, liángpí).
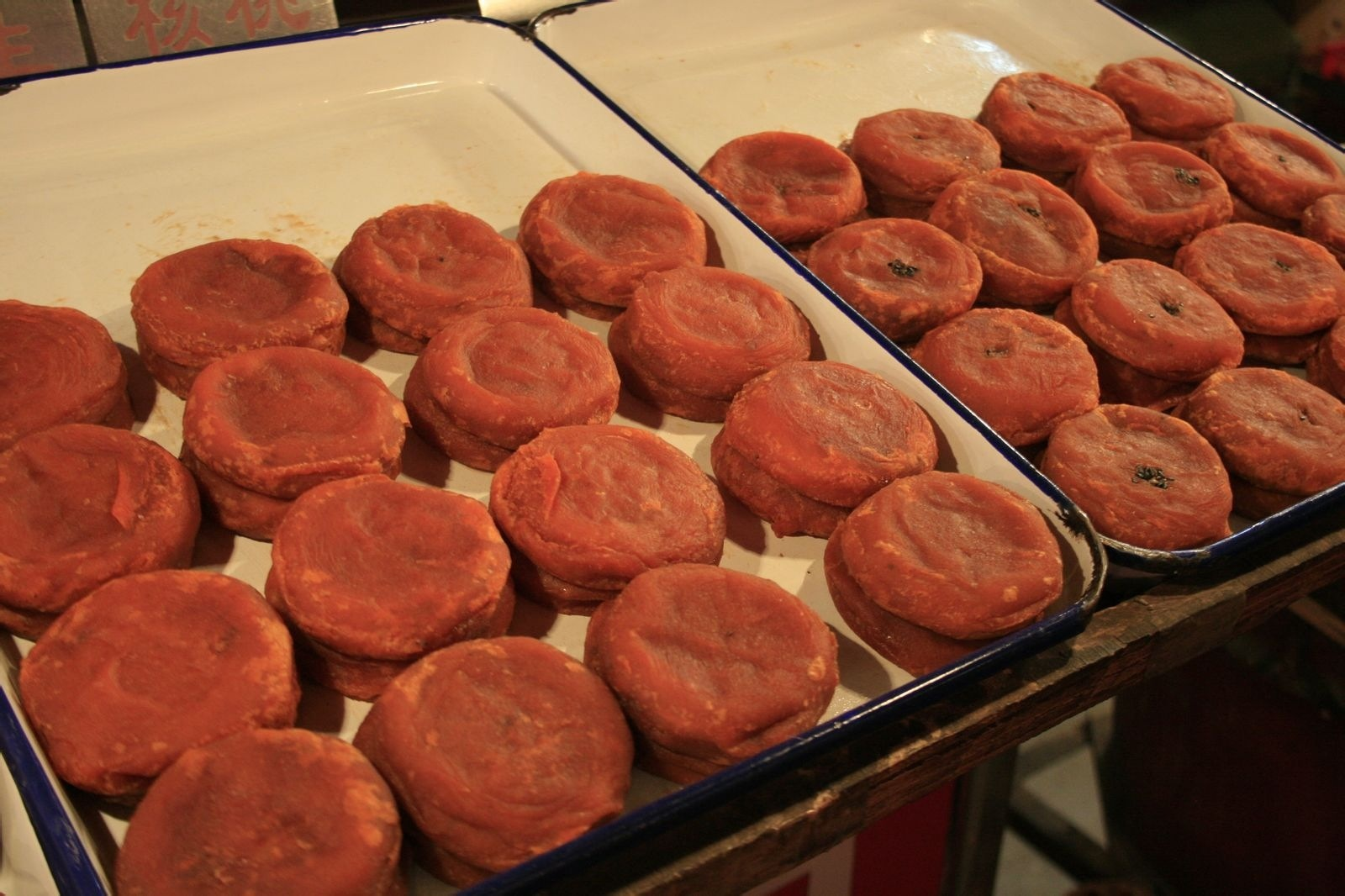
Galette de kaki (柿子饼, shìzi bǐng).
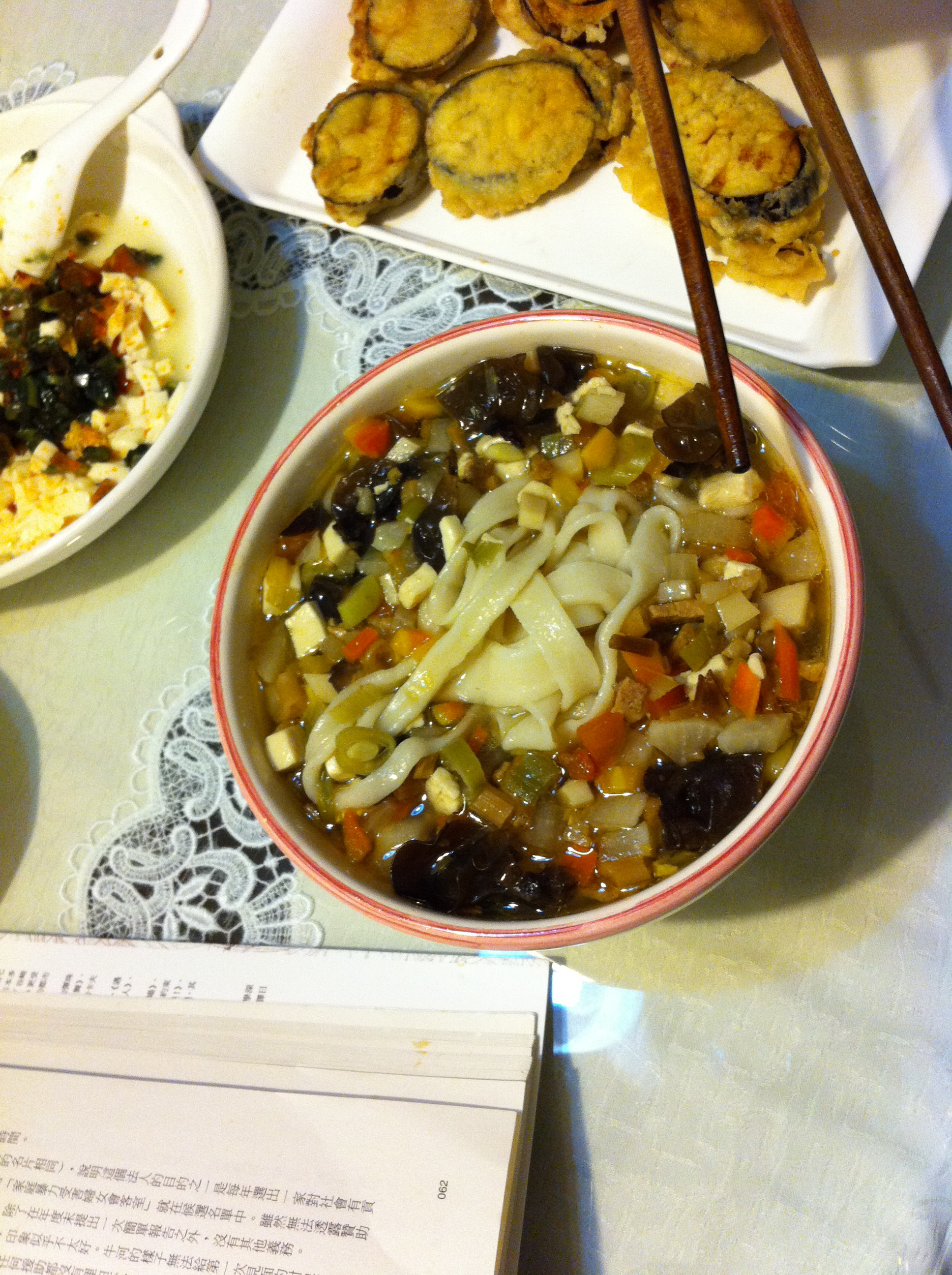
Nouilles à la saumure (臊子面, sàozi miàn).
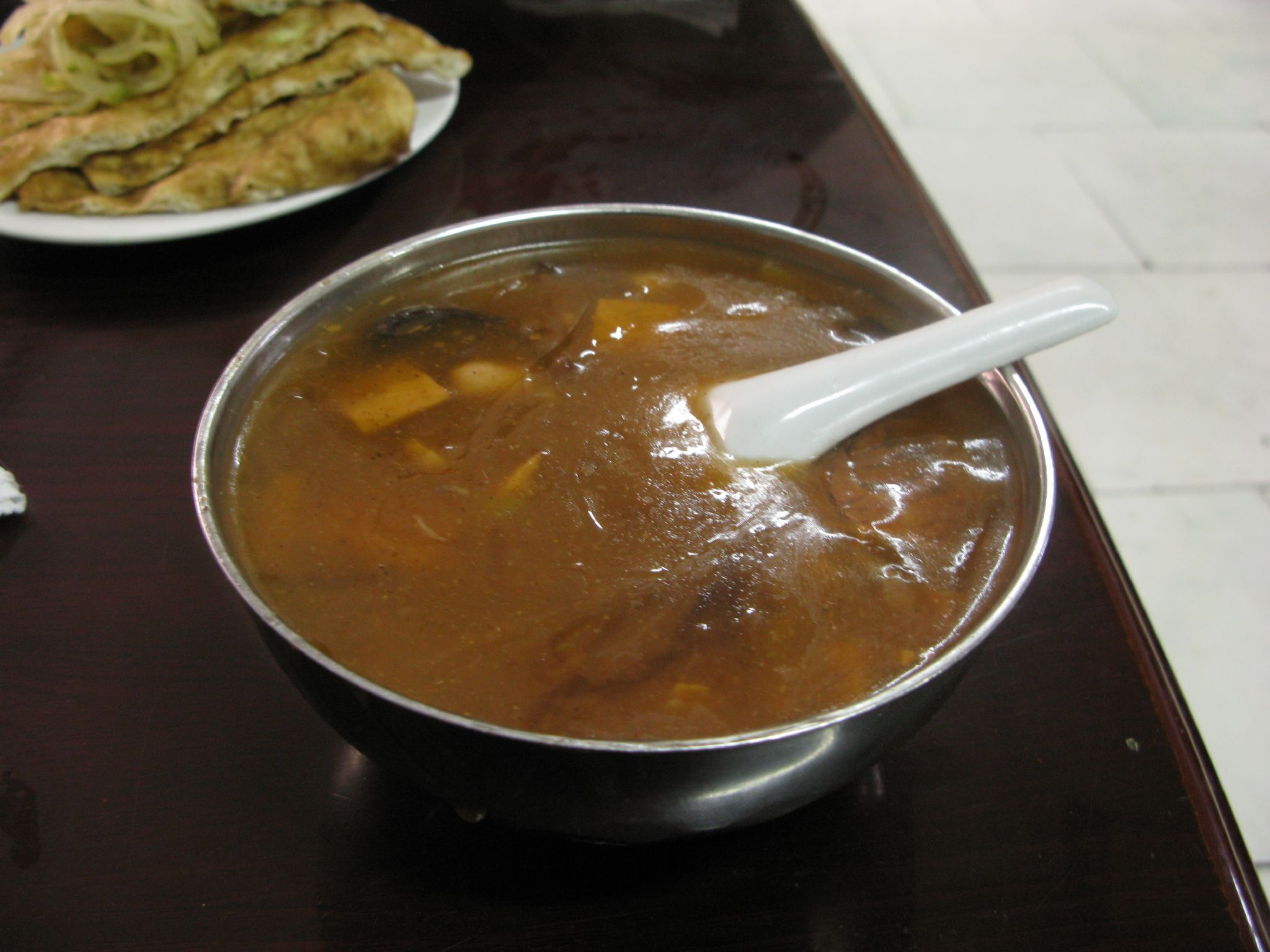
Soupe piquante au poivre (胡辣汤, húlà tāng).